# 25943 Billahearn
25943 Billahearn este o planetă minoră (asteroid) din centura de asteroizi. A fost descoperită pe 2 martie 2001 la Stația Anderson Mesa de Lowell Observatory Near-Earth-Object Search. 
Obiectul prezintă o orbită caracterizată de o semiaxă mare de 3,1646327 UAi, o excentricitate de 0,07, o înclinație de 14,63358 ° în raport cu ecliptica.